# روبرت فريمان ويكسلر
روبرت فريمان ويكسلر (بالإنجليزية: Robert Freeman Wexler)‏ (12 مارس 1961)؛ روائي أمريكي.